# 여박
여박(呂博, ? ~ 기원전 199년)은 초한전쟁기 전한의 군인이다.

## 행적
월(越)의 호장(戶將)으로서 종군하여 진나라를 치고 한나라에 들어갔고, 삼진(三秦)을 평정하였다. 이후 도위 신분으로 항우를 친 공로로 세후(貰侯)에 봉해지고 식읍 1,600호를 받았다. 공적이 대야에 비견되었다.
고제 8년(기원전 199년)에 죽어 시호를 제(齊)라 하였고, 아들 여방산이 작위를 이었다.

## 출전
- 사마천, 《사기》 권18 고조공신후자연표
- 반고, 《한서》 권16 고혜고후문공신표